# Байчурове (село)
Байчурове (рос. Байчурово) — село у Поворинському районі Воронезької області Російської Федерації.
Населення становить 1577 осіб (2010). Входить до складу муніципального утворення Байчуровське сільське поселення.

## Історія
Населений пункт розташований на межі українських історичних регіонів Східна Слобожанщина та Жовтий Клин.
Від 1946 року належить до Поворинського району.
Згідно із законом від 15 жовтня 2004 року входить до складу муніципального утворення Байчуровське сільське поселення.

## Населення
| 1959 | 2010  |
| ---- | ----- |
| 2357 | ↘1577 |